# Тронд Солльєд
Тронд Йоган Солльєд (норв. Trond Johan Sollied, нар. 29 квітня 1959, Мо-і-Рана, Норвегія) — норвезький футболіст, що грав на позиції захисника. Виступав за національну збірну Норвегії. По завершенні ігрової кар'єри — тренер.
П'ятиразовий чемпіон Норвегії. Триразовий володар кубка Норвегії. Володар кубка Норвегії (як тренер). Чемпіон Норвегії (як тренер). Дворазовий чемпіон Бельгії (як тренер). Володар кубка Бельгії (як тренер). Чотириразовий володар Суперкубка Бельгії (як тренер). Чемпіон Греції (як тренер). Володар кубка Греції (як тренер). Володар кубка Нідерландів (як тренер).

## Клубна кар'єра
У дорослому футболі дебютував 1976 року виступами за команду клубу «Мо», в якій провів п'ять сезонів.
Своєю грою за цю команду привернув увагу представників тренерського штабу клубу «Волеренга», до складу якого приєднався 1982 року. Відіграв за команду з Осло наступні два сезони своєї ігрової кар'єри. Більшість часу, проведеного у складі «Волеренги», був основним гравцем захисту команди.
1985 року уклав контракт з клубом «Русенборг», у складі якого провів наступні шість років своєї кар'єри гравця. Граючи у складі «Русенборга» також здебільшого виходив на поле в основному складі команди. За цей час двічі виборював титул чемпіона Норвегії, ставав володарем Кубка Норвегії (також двічі).
Завершив ігрову кар'єру у клубі «Буде-Глімт», за команду якого виступав протягом 1992—1993 років.

## Виступи за збірну
1985 року дебютував в офіційних матчах у складі національної збірної Норвегії. Протягом кар'єри у національній команді, яка тривала три роки, провів у формі головної команди країни 15 матчів, забивши один гол.

## Кар'єра тренера
Розпочав тренерську кар'єру, ще продовжуючи грати на полі, 1992 року, очоливши тренерський штаб клубу «Буде-Глімт». 1998 року став головним тренером команди «Русенборг», тренував команду з Тронгейма один рік.
Згодом протягом 1999—2000 років очолював тренерський штаб клубу «Гент». 2000 року прийняв пропозицію попрацювати у клубі «Брюгге». Залишив команду з Брюгге 2005 року.
Протягом двох років, починаючи з 2005, був головним тренером команди «Олімпіакос». 2007 року був запрошений керівництвом клубу «Гент» очолити його команду, з якою пропрацював до 2008 року.
З 2008 і по 2009 рік очолював тренерський штаб команди «Геренвен». 2011 року став головним тренером команди «Гент», тренував команду з Гента один рік.
Протягом тренерської кар'єри також очолював команди клубів «Аль-Аглі» та «Льєрс». Наразі останнім місцем тренерської роботи був клуб «Елязигспор», головним тренером команди якого Тронд Солльєд був протягом 2013 року.

## Досягнення

### Як гравця
- Чемпіон Норвегії:

«Волеренга»: 1983, 1984
«Русенборг»: 1985, 1988, 1990
- Володар кубка Норвегії:

«Русенборг»: 1988, 1990
«Буде-Глімт»: 1993

### Як тренера
- Володар кубка Норвегії:

«Буде-Глімт»: 1993
- Чемпіон Норвегії:

«Русенборг»: 1998
- Чемпіон Бельгії:

«Брюгге»: 2002–2003, 2004–2005
- Володар кубка Бельгії:

«Брюгге»: 2001–2002, 2003–2004
- Володар Суперкубка Бельгії:

«Брюгге»: 2002, 2003, 2004, 2005
- Чемпіон Греції:

«Олімпіакос»: 2005–2006
- Володар кубка Греції:

«Олімпіакос»: 2005–2006
- Володар кубка Нідерландів:

«Геренвен»: 2008–2009